# Chiesa di Santa Maria degli Angeli (Gallipoli)
(Visita pastorale di Mons. Filomarini (vescovo di Gallipoli), 1715)
La chiesa di Santa Maria degli Angeli è una confraternita del centro storico di Gallipoli. Edificata nella seconda metà del Seicento, sorge lungo il perimetro delle mura, di fronte all'Isola di Sant'Andrea. La chiesa venne affidata nel 1662 all'omonima confraternita, composta da pescatori, agricoltori e artisti, che organizza e ne è titolare, insieme alla confraternita del Crocifisso, la processione dei Misteri del Venerdì santo partecipando con la statua della Madonna Addolorata.

## Architettura

### Prospetto
Il semplice prospetto, terminante con un basso frontone in carparo, presenta due portali d'accesso timpanati. Al centro è posizionato un grande pannello maiolicato che ritrae la Madonna degli Angeli con lo sfondo del faro dell'Isola di Sant'Andrea e degli scogli del Campo e dei Piccioni.

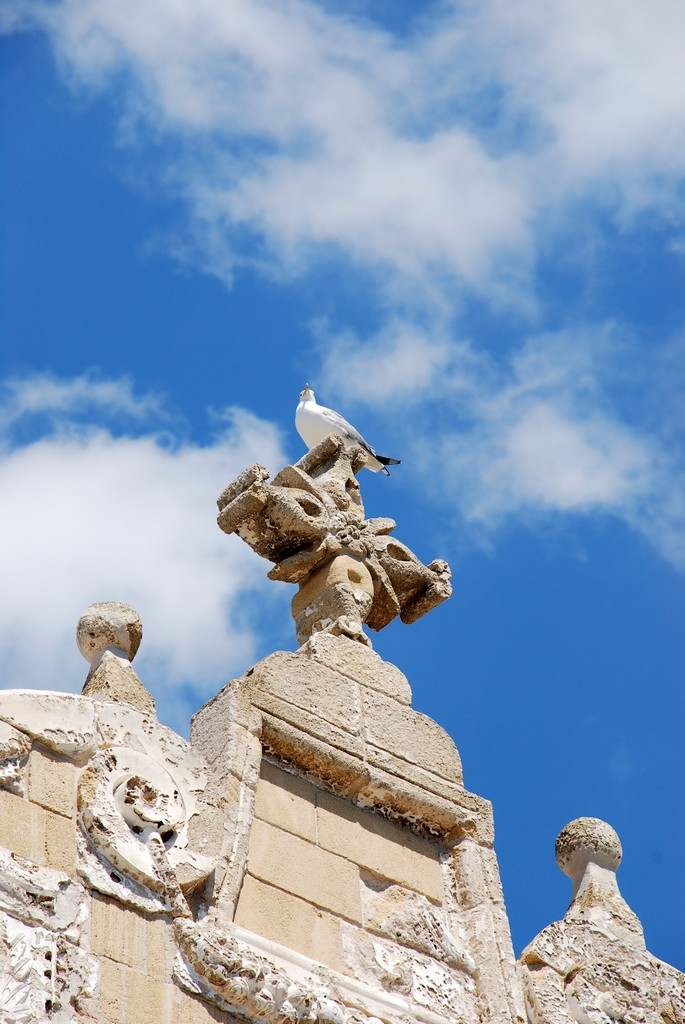
Particolare esterno

### Interno
L'interno, il cui ingresso è sormontato dal settecentesco organo della controfacciata montato su di una cantoria in pietra, è costituito da un'unica navata voltata a stella. Ospita grandi tele settecentesche poste lungo le pareti laterali. Opera del pittore Diego Oronzo Bianchi di Manduria, le tele de La moltiplicazione dei pani, Le nozze di Cana, La moltiplicazione dei pani e dei pesci, La disputa di Gesù nel Tempio, sono databili al XVIII secolo. Il marmoreo altare maggiore, opera di Luigi Schiavone di Monopoli del 1865, è arricchito da nicchie con statue dei Santi e della Madonna. In una teca è possibile ammirare la statua della Madonna Addolorata, condotta in processione in occasione dei riti della Settimana Santa. Lungo le pareti sono disposti i seggi dei confratelli contrassegnati dalle cariche di pertinenza.
Il 13 aprile 2015, dopo anni di chiusura dovuta ai lavori di riqualificazione e restauro, il vescovo della diocesi di Nardò-Gallipoli Fernando Filograna riapre al culto la Confraternita.